# Sobralia dichotoma
Sobralia dichotoma är en orkidéart som beskrevs av Hipólito Ruiz López och Pav.. Sobralia dichotoma ingår i släktet Sobralia och familjen orkidéer. Inga underarter finns listade i Catalogue of Life.

## Bildgalleri

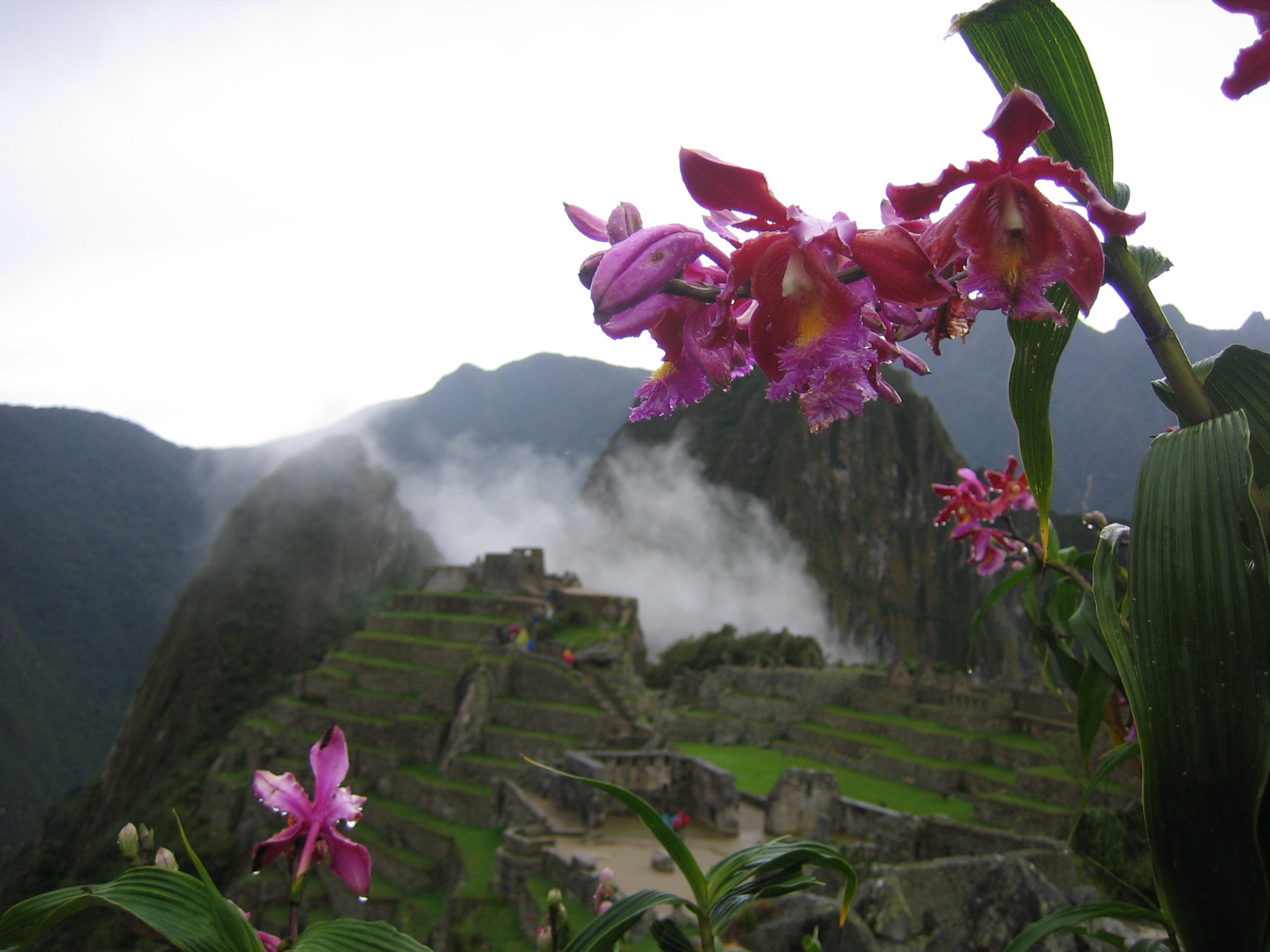
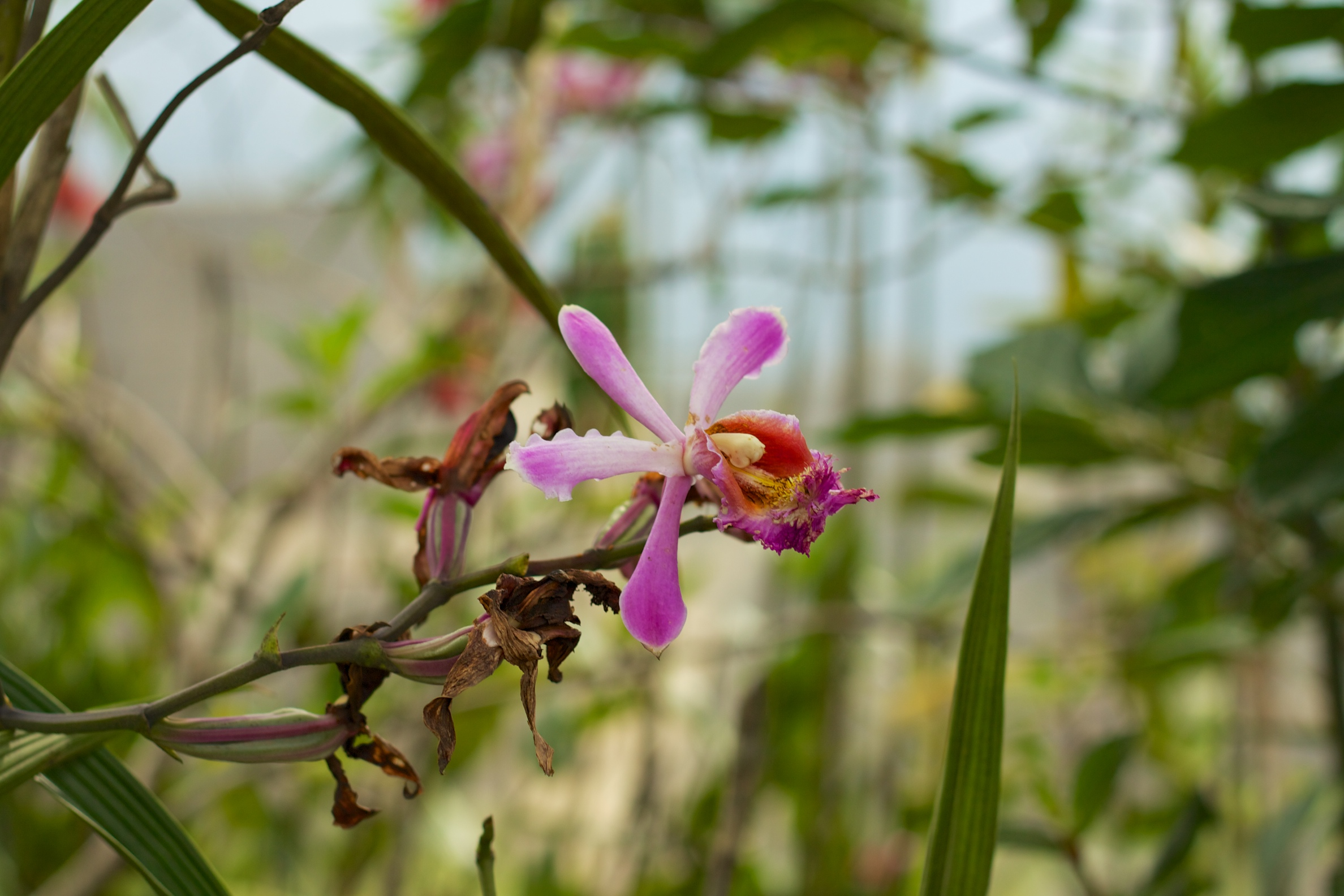
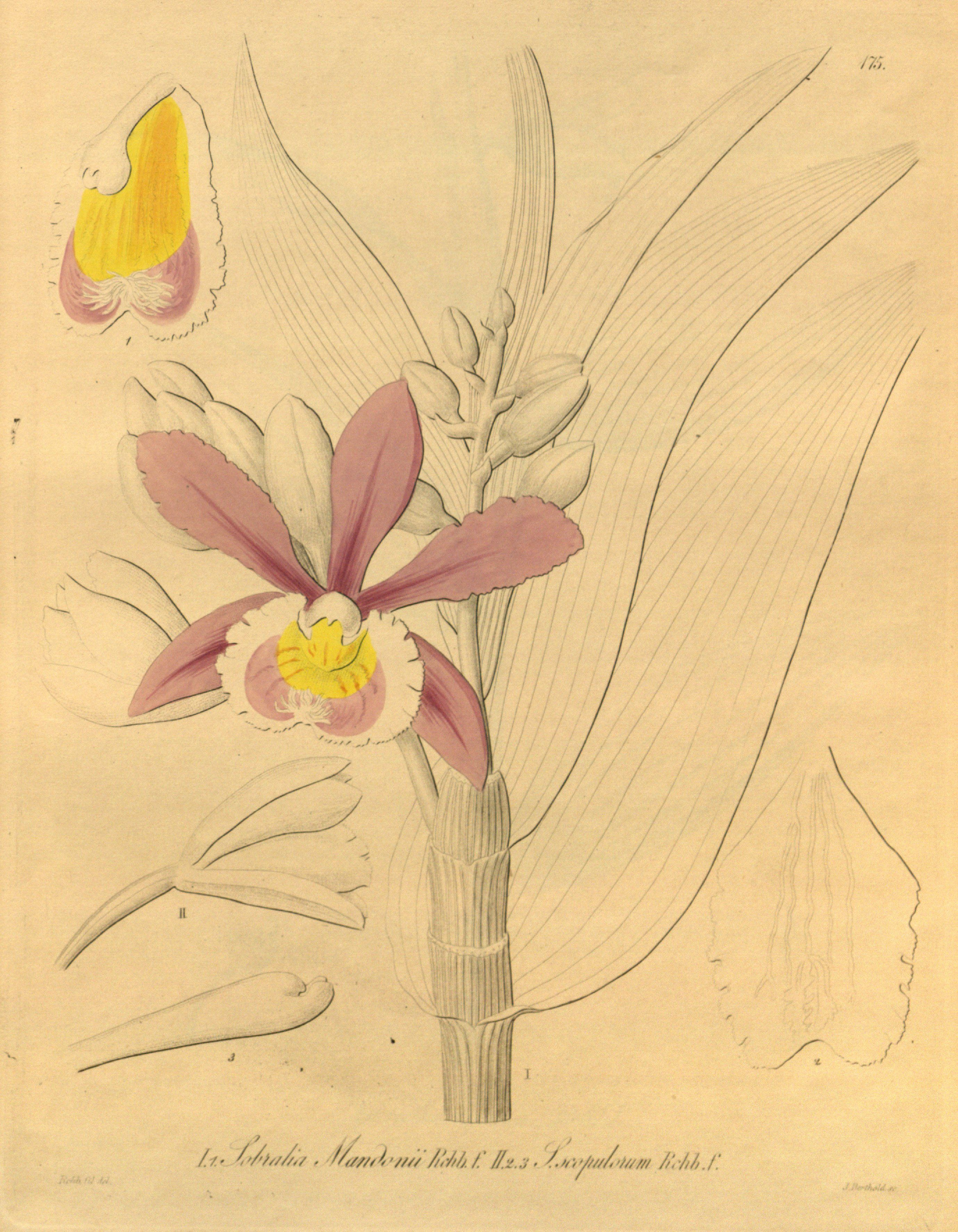